# Großfürsten-Marsch
Der Großfürsten-Marsch ist in der Musik ein Marsch von Johann Strauss (Sohn) (op. 107). Das Werk wurde am 21. März 1852 im Wiener Palais des Fürsten Paul Anton Fürst Esterhazy erstmals aufgeführt.